# Poya
Pour les articles homonymes, voir Poya (homonymie).

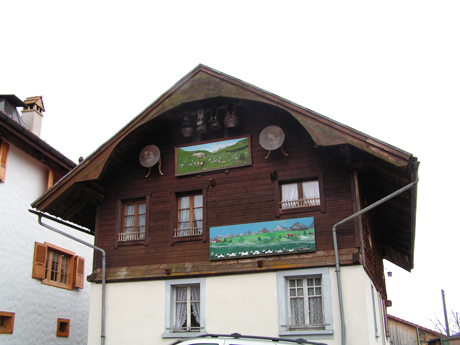
Un chalet à fronton décoré de poyas à Estavannens.

La poya (qui signifie en arpitan « montée », « côte », du latin podium,,) ou montée à l'alpage est le nom de la transhumance dans les Alpes suisses. Ce terme est aussi utilisé en France, en particulier dans la vallée de Chamonix, dans les Alpes et dans le Sud du Jura, et en Vallée d'Aoste (Italie). La poya fait partie des traditions vivantes de Suisse.
En Suisse, dans le village d'Estavannens (en Gruyère), la poya est une tradition séculaire, où art et fête populaire se joignent à l'agriculture. Cette région est spécialisée dans l'élevage et la fabrication de fromage. Le fromage de Gruyère est connu depuis le XVIe siècle. C'est un fromage au lait de vache entier, au lait cru.

## Description

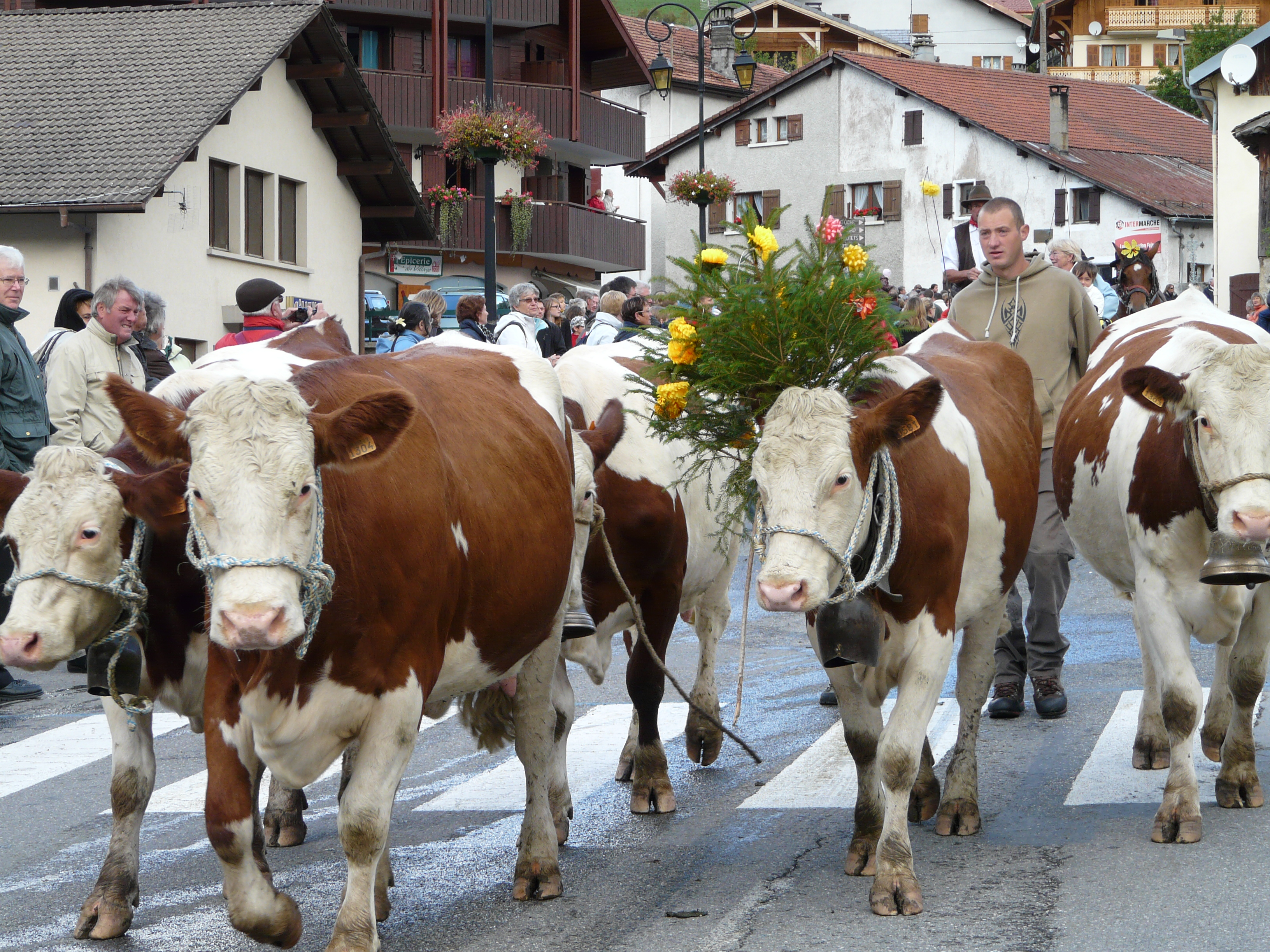
Désalpe à Bernex en Haute-Savoie.

Les troupeaux de vaches passent les mois d'été, à peu près d'avril-mai jusque fin septembre, à l'alpage. Les déplacements que sont la montée à l'alpage au printemps comme la « désalpe » (ou rindyà, almabtrieb dans les pays de langue allemande) en automne sont devenus des défilés où l'armailli est fier de défiler avec ses bêtes, qui sont décorées pour l'occasion. (Ne pas confondre donc la montée à l'alpage qui est la poya et la descente de l'alpage - autrement dit la « désalpe » - qui est la rindyà)
Pour la poya et la rindyà, l'armailli porte le bredzon du dimanche, le capet, le beau loyi (poche à sel) neuf et la canne à la main. Les vaches sont bichonnées et fleuries (en Vallée d'Aoste ce bouquet est appelé bosquet, en valdôtain). Une partie du troupeau porte les grosses sonnailles avec des courroies brodées et les initiales du propriétaire. Le « train du chalet » transporte le matériel jusqu’à l’endroit où l’on peut arriver avec un char tiré par un mulet : les malles des armaillis et tous les outils du chalet, c'est-à-dire le baquet à lait, les petits baquets à crème, le grand fouet, le tranche-cailler, la passoire avec son support, les baquets à traire, la baratte, l'oji (châssis servant à transporter les fromages sur la tête et les épaules).

Dessin Gabriel Lory, 1824. Costume, fromage, sonnailles

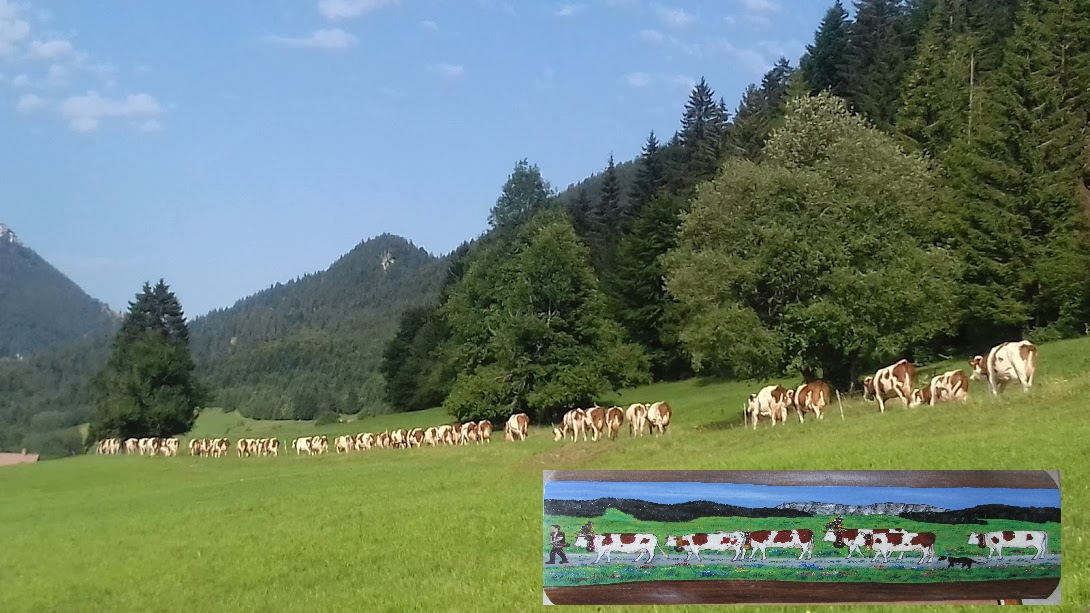
Rentrée des vaches dans le Jura.

## Culture

### Art populaire

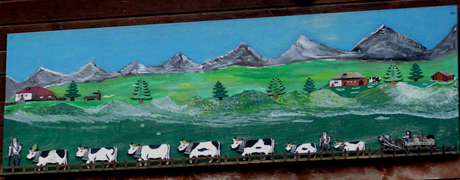
Tableau à Estavannens, sur le fronton d'une maison.

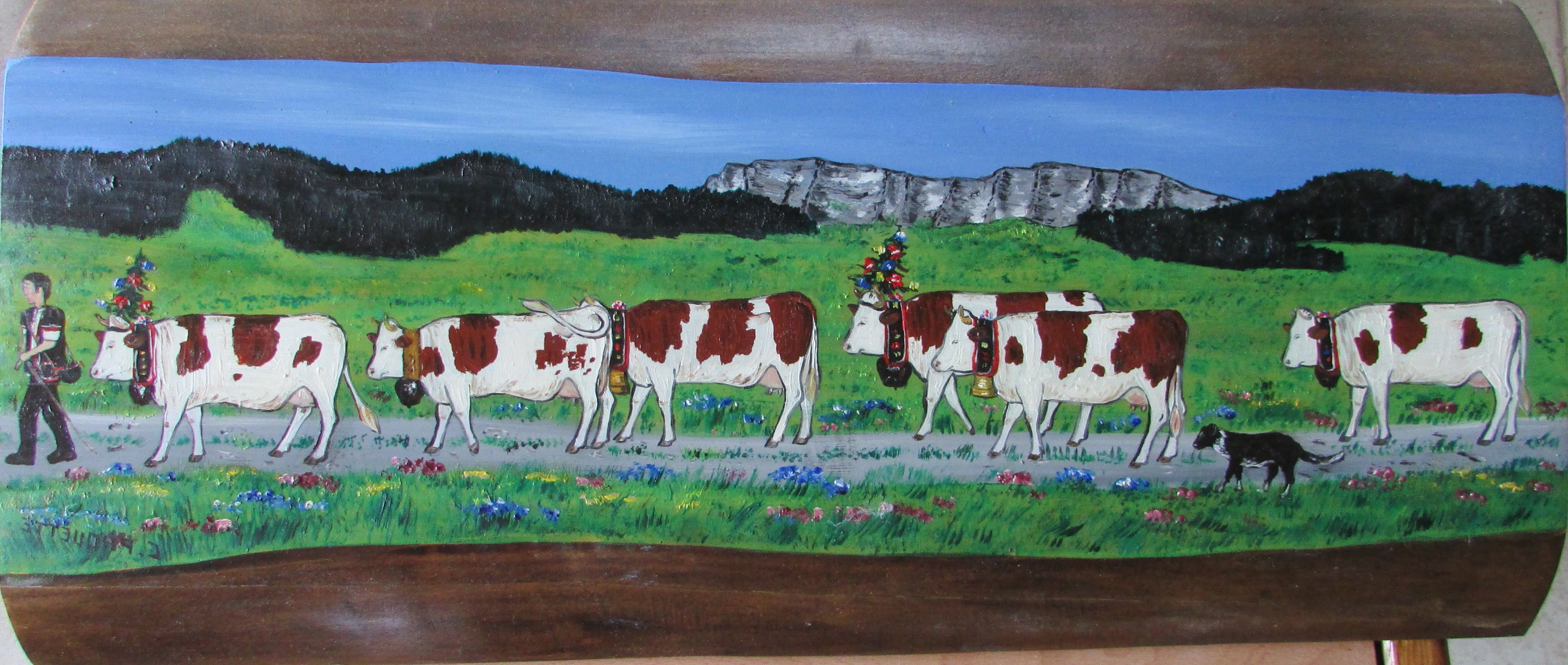
Tableau de poya.

La poya est aussi dès 1800, une peinture, souvent naïve, qui représente cette transhumance.
Cette montée à l'alpage est aussi représentée par d'autres types d'arts plastiques tels les découpages, avec des artistes comme Anne Rosat.

### Fête populaire
À Estavannens a lieu en mai 1956 la première fête populaire de la Poya d'Estavannens organisée par l'association gruérienne pour le costume et les coutumes. Elle célèbre le 75e anniversaire de la publication le 21 mai 1881 d'un poème publié par Étienne Fragnière racontant la montée à l'alpage. Depuis, la fête s'est renouvelée en 1960, 1966, 1976, 1989, 2000 et 2013.
Les armaillis défilent également tous les vingt ans à la Fête des vignerons de Vevey dès 1819. Bernard Romanens, armailli de Marsens, est devenu une figure légendaire pour son interprétation du Ranz des vaches lors de la Fête des vignerons de 1977.

## Toponymie
- Quartier de la Poya à Fontaine

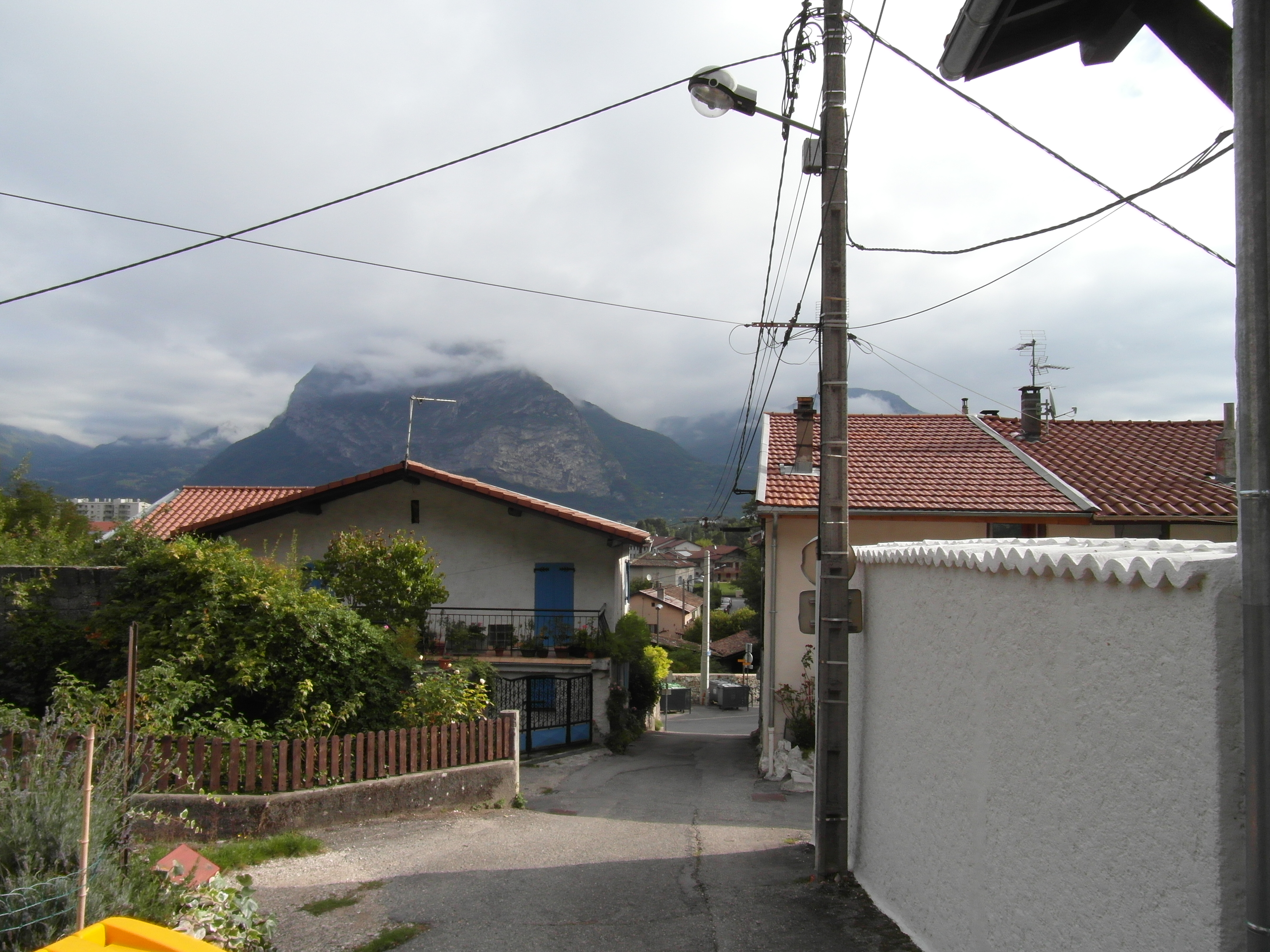
Rue de la Poya à Fontaine.

Malgré l'aspect fortement urbanisé de la ville de Fontaine, située dans la proche banlieue de Grenoble, le quartier de La Poya a su garder l'aspect d'un hameau à l'écart du tissu urbain. C'est également le secteur le plus ancien de la commune. Proche des grandes falaises du Vercors, il est le seul à être situé sur une hauteur à l'abri des crues dévastatrices du Drac, gros torrent alpin qui, au Moyen Âge, débordait régulièrement dans la cuvette grenobloise. Le plus grand parc public de la commune se dénomme Parc de la Poya. Le terminus de la ligne A du tramway de Grenoble se dénomme Fontaine-La-Poya.
- en Vallée d'Aoste, deux hameaux dénommés La Poyaz (homophone) se trouvent sur les communes d'Aymavilles et de Chambave, ainsi que la localité de Poya à Arnad, les trois situés au sommet d'une montée.
- Rue de l'Appuya à Châteaubourg

La rue de l'Appuya est située dans le centre du village de Châteaubourg. Il s'agit d'une voie montante qui permet de rejoindre la rue du château qui domine le territoire communal et la vallée du Rhône.